# Национальное управление кибербезопасности

Печать министерства внутренней безопасности США

Национальное управление кибербезопасности (англ. National Cyber Security Division, NCSD) — подразделение Управления кибербезопасности и коммуникаций Директората национальной  защиты  и программ министерства внутренней безопасности США. Сформировано 6 июня 2003 года на базе Управления защиты важнейших объектов инфраструктуры, Национального Центра защиты инфраструктуры, Федерального Центра компьютерных инцидентов и Национальной системы коммуникаций. Миссией NCSD является сотрудничество с частным сектором, правительством, военными и разведывательными органами для оценки рисков и снижения уязвимостей и угроз в сфере информационных технологий и устройств, влияющих на функционирование критически важных ИТ-инфраструктур правительства США и частного сектора. NCSD также осуществляет анализ уязвимостей, раннее предупреждение и помощь в реагировании на компьютерные инциденты для государственного и частного секторов. NCSD выполняет большинство задач министерства, возложенных на него в рамках комплексной национальной инициативы по кибербезопасности. Бюджет NCSD в 2011 финансовом году составил $378 млн. Нынешний директор NCSD Джон Стрейферт, бывший главный офицер информационной безопасности Госдепартамента США, вступил в должность в январе 2012 года.
Аудит первого года работы Управления, который провёл инспектор министерства Кларк Эрвин, содержал резкую критику результатов его деятельности. В докладе инспектора было отмечено, как достижение, создание Компьютерной группы реагирования на чрезвычайные ситуации и Компьютерной команды экстренной готовности (US-CERT), но в целом Управление было подвергнуто критике за провалы в достижении приоритетов, разработке стратегических планов и обеспечении эффективного руководства.

## Стратегические цели и приоритеты деятельности Управления

### Стратегические цели
- Создание и поддержание эффективной национальной системы реагирования на инциденты в киберпространстве[6];
- Реализация программы управления рисками для защиты критической инфраструктуры[6].

### Приоритеты
- Продолжение реализации программы «Эйнштейн» как важного инструмента киберзащиты гражданских ведомств и учреждений федеральной исполнительной власти;
- Разработка Национального плана реагирования на компьютерные инциденты (англ. National Cyber Incident Response Plan, NCIRP) при взаимодействии с частным сектором и другими заинтересованными сторонами;
- Повышение безопасности систем управления, являющихся элементами критически важной национальной инфраструктуры.

## Организация и финансирование
NCSD финансируется за счет следующих трёх программ, проектов и мероприятий, утверждённых Конгрессом: Компьютерная команда экстренной готовности США (US-CERT), Стратегические инициативы, и Пропагандистская программа:
- US-CERT использует компетенции аналитических центров для формирования базы знаний и практик в сфере кибербезопасности. US-CERT представляет собой единый центр поддержки федеральных властей в сфере подготовки решений по обеспечению защиты гражданских компьютерных сетей федеральной исполнительной власти. US-CERT осуществляет анализ угрозы и уязвимостей, распространяет информацию о возможных киберугрозах, координирует свою деятельность с партнерами и клиентами для достижения общей осведомленности о состоянии киберинфраструктуры страны. US-CERT в рамках своего бюджета также реализует национальную систему кибербезопасности, известную как программы «Эйнштейн». Программа «Эйнштейн» представляет собой автоматизированную систему для сбора, анализа и обмена информацией в области компьютерной безопасности для федерального правительства в целях повышения осведомлённости в общенациональном масштабе. Министерство внутренней безопасности развертывает системы «Эйнштейн-1» и «Эйнштейн-2» в сочетании с федеральной инициативой, которая оптимизирует возможности сетевой безопасности для федеральной исполнительной власти. По состоянию на март 2012 года, в ряде федеральных агентств США развёртывается система «Эйнштейн-3».
  - Национальный центр кибербезопасности (NCSC) финансируется за счёт бюджета US-CERT. Как указано в Директиве по национальной безопасности Президента 54/Президентской директиве по Национальной безопасности 23[7], NCSC выполняет свой президентский мандат, для того чтобы федеральные органы могли получить доступ к информации, необходимой для выполнения своих миссий по кибербезопасности. NCSC решает эту задачу в следующих сферах: интеграция, сотрудничество и координация, ситуационная осведомленность и реагирование на компьютерные инциденты, анализ и отчётность, управление знаниями, и технологии развития и управления.
- Стратегические инициативы позволяют Управлению создать механизмы для федеральных партнеров для оптимизации расходов на ИТ-инфраструктуру и формирования среды для совместной деятельности, который позволяет осуществлять обмену передовым опытом. Кроме того, Стратегические инициативы позволяют разработать и публиковать лучшие практики для разработчиков программного обеспечения, специалистов по ИТ-безопасности и других заинтересованных участников критической инфраструктуры и ключевых ресурсов (англ. Critical Infrastructure and Key Resources), а также обеспечивают совместную работу с государственным и частным секторами, чтобы оценить и снизить риски.
- Информационно-пропагандистская программа способствует привлечению для решения вопросов кибербезопасности инвестиций государственных и частных партнеров. Она содействует Управлению и оказывает помощь в выработке его политики и требований к ресурсам для сложных видов деятельности.